# Superliga (Spanien)
Die Liga Nacional de Hockey Hielo ist die höchste Eishockey-Spielklasse in Spanien und untersteht der Federación Española de Deportes de Hielo, einem Mitglied der IIHF. Ab der Saison 2008/09 nahm mit Anglet Hormadi Élite auch ein französisches Team in der 1972 gegründeten Liga am Spielbetrieb teil, ab 2023/24 spielt mit dem HC Porto erstmals eine portugiesische Mannschaft mit.

## Mannschaften 2023/24
- FC Barcelona (Barcelona)
- CH Huarte (Huarte)
- CH Jaca (Jaca)
- Logroño Panthers (Logroño)
- Majadahonda HC (Majadahonda)
- CG Puigcerdà (Puigcerdà)
- CH Txuri Urdin (Donostia-San Sebastián)
- HC Porto (Porto)

## Ehemalige Teilnehmer
- Anglet Hormadi Élite (Anglet) (Teilnahme am Campeonato Pirenaico)
- CH Casco Viejo / CH Vizcaya (Bilbao)
- Real Sociedad (Donostia-San Sebastián)
- CD Hielo Bipolo (Vitoria-Gasteiz)
- CH Boadilla (Boadilla del Monte)
- Nordic Vikings Madrid (Madrid)

## Saisonstruktur

### Reguläre Saison
Fünf Mannschaften spielen in einer doppelten Hin- und Rückrunde, so dass jede Mannschaft auf insgesamt 16 Spiele kommt.

### Playoffs
Die besten vier Mannschaften spielen im Halbfinale (Best-of-Three), die beiden Sieger bestreiten das Endspiel in einem Best-of-Five Play-off.

## Bisherige Meister
- 1973 Real Sociedad
- 1974 Real Sociedad
- 1975 Real Sociedad
- 1976 CH Txuri Urdin
- 1977 CH Casco Viejo Bilbao
- 1978 CH Casco Viejo
- 1979 CH Casco Viejo
- 1980 CH Txuri Urdin
- 1981 CH Casco Viejo
- 1982 CH Vizcaya Bilbao
- 1983 CH Vizcaya
- 1984 CH Jaca
- 1985 CH Txuri Urdin
- 1986 CG Puigcerdà
- 1987 FC Barcelona (U-20 Meisterschaft)
- 1988 FC Barcelona (U-21 Meisterschaft)
- 1989 CG Puigcerda
- 1990 CH Txuri Urdin
- 1991 CH Jaca
- 1992 CH Txuri Urdin
- 1993 CH Txuri Urdin
- 1994 CH Jaca
- 1995 CH Txuri Urdin
- 1996 CH Jaca
- 1997 FC Barcelona
- 1998 Majadahonda HC
- 1999 CH Txuri Urdin
- 2000 CH Txuri Urdin
- 2001 CH Jaca
- 2002 FC Barcelona
- 2003 CH Jaca
- 2004 CH Jaca
- 2005 CH Jaca
- 2006 CG Puigcerda
- 2007 CG Puigcerda
- 2008 CG Puigcerda
- 2009 FC Barcelona
- 2010 CH Jaca
- 2011 CH Jaca
- 2012 CH Jaca
- 2013 CD Hielo Bipolo
- 2014 CD Hielo Bipolo
- 2015 CH Jaca
- 2016 CH Jaca
- 2017 CH Txuri Urdin
- 2018 CH Txuri Urdin
- 2019 CH Txuri Urdin
- 2020 CG Puigcerdà
- 2021 FC Barcelona
- 2022 FC Barcelona
- 2023 CH Jaca

### Titel nach Klub
| Klub                               | Titel | Jahre                                                                              |
| ---------------------------------- | ----- | ---------------------------------------------------------------------------------- |
| CH Jaca                            | 14    | 1984, 1991, 1994, 1996, 2001, 2003, 2004, 2005, 2010, 2011, 2012, 2015, 2016, 2023 |
| CH Txuri Urdin                     | 12    | 1976, 1980, 1985, 1990, 1992, 1993, 1995, 1999, 2000, 2017, 2018, 2019             |
| FC Barcelona                       | 7     | 1987, 1988, 1997, 2002, 2009, 2021, 2022                                           |
| CH Casco Viejo / CH Vizcaya Bilbao | 6     | 1977, 1978, 1979, 1981, 1982, 1983                                                 |
| CG Puigcerdà                       | 6     | 1986, 1989, 2006, 2007, 2008, 2020                                                 |
| Real Sociedad                      | 3     | 1973, 1974, 1975                                                                   |
| CD Hielo Bipolo                    | 2     | 2013, 2014                                                                         |
| Majadahonda HC                     | 1     | 1998                                                                               |